# Amanda Sirico
Amanda Elizabeth Sirico (30 stycznia 1996 w El Paso) – amerykańska szpadzistka, złota medalistka mistrzostw świata.
W 2014 roku zdobyła srebro drużynowo na mistrzostwach świata juniorów w Płowdiwie. Na rozgrywanych dwa lata później mistrzostwach świata juniorów w Bourges w tej samej konkurencji zdobyła brązowy medal.
Podczas mistrzostw świata w Wuxi w 2018 roku Amerykanki w składzie: Katharine Holmes, Courtney Hurley, Kelley Hurley i Amanda Sirico zwyciężyły w zawodach drużynowych. 